# Den som söker
Den som söker är en svensk drama-thrillerfilm skriven och regisserad av Johan Lundh. Josephine Bornebusch spelar huvudrollen som Tuva. Filmen hade premiär den 12 april 2013.

## Handling
Efter att Tuva (Josephine Bornebusch) förlorar sina föräldrar i en bilolycka får hon reda på att hon är adopterad. När hon försöker ta reda på vilka hennes biologiska föräldrar är leder spåren henne till ett litet torp i de västmanländska skogarna. 

## Medverkande
- Josephine Bornebusch - Tuva
- Claes Ljungmark - Olof
- Björn Granath - Eskil
- Tyra Olin - Saga
- Erik Johansson - Marius
- Ingela Olsson - Maria & Sofia
- Mikaela Knapp - Ylva
- Chatarina Larsson - Maud
- Michael Petersson - Handläggaren